# Dexippus kleini
Dexippus kleini är en spindelart som beskrevs av Tord Tamerlan Teodor Thorell 1891. Dexippus kleini ingår i släktet Dexippus och familjen hoppspindlar. Inga underarter finns listade i Catalogue of Life.